# Arabsat 6B
O Arabsat 6B (também conhecido por Badr 7) é um satélite de comunicação geoestacionário saudita construído pelas empresas Airbus Defence and Space e Thales Alenia Space. Ele está localizado na posição orbital de 26 graus de longitude leste e é operado pela Arabsat. O satélite foi baseado na plataforma Eurostar-3000 e sua expectativa de vida útil é de 15 anos.

## História
A Arabsat selecionou em janeiro de 2009, o consórcio feito entre a Astrium (atual Airbus Defence and Space) e Thales Alenia Space para construir e entregar em órbita o novo satélite Badr 7 (ou Arabsat 6B). O contrato foi modificado para incluir capacidade banda Ka e foi assinado em janeiro de 2013.
O Arabsat 6B está localizado juntamente com os outros satélites da constelação Badr para a Arabsat fornecer vídeo Direct-to-Home a partir da posição orbital de 26 graus de longitude leste, ampliando a capacidade em órbita para os serviços de televisão. Ele também é um satélite baseado no modelo Eurostar-3000, equipado com uma carga que caracteriza 24 transponders em banda Ku e 24 vigas pontuais em banda Ka assim como três transponders de banda Ka, o Arabsat 6B terá uma potência de 12 kW no final de sua vida útil de 15 anos projetados.

## Lançamento
O satélite foi lançado com sucesso ao espaço no dia 10 de novembro de 2015, às 21:34 UTC, por meio de um veículo Ariane-5ECA, lançado a partir do Centro Espacial de Kourou, na Guiana Francesa, juntamente com o satélite GSAT-15. Ele tinha uma massa de lançamento de 5798 kg.

## Capacidade e cobertura
O Arabsat 6B é equipado com 24 transponders em banda Ku e 24 vigas pontuais de banda Ka, bem como 3 transponders de banda Ka para os serviços adicionais mais um satélite da Arabsat com grande cobertura, que inclui toda a MENA, Sul e Noroeste da África e da Ásia Central.